# .au
Az .au Ausztrália internetes legfelső szintű tartomány kódja 1986 óta. Nem lehet közvetlenül második szintű tartományt regisztrálni, csak ezek alá, a harmadik szintre. A kérelmezőnek Ausztráliához kell kötődnie (állampolgárság, cégeknél székhely). A különböző kategóriákra eltérő bejegyzési szabályok vonatkoznak.

## Második szintű tartományok
- .com.au – kereskedelmi
- .net.au – kereskedelmi (eredetileg csak internetszolgáltatók, később kiszélesítették)
- .org.au – egyesületek és nonprofit szervezetek (eredetileg csak a máshova nem illő szervezetek)
- .edu.au – oktatási intézmények
- .gov.au – kormányzati
- .csiro.au – Commonwealth Scientific and Industrial Research Organisation
- .asn.au – egyesületek és nonprofit szervezetek
- .id.au – magánszemélyek

## Harmadik szintű tartományok
A .gov.au és az .edu.au tartományokat több részre osztják, minden szövetségi államnak külön aldomainje van és ezeket önállóan kezelik.